# Black Betty (Spiderbait)
Black Betty è un singolo degli Spiderbait del 2004, cover dell'omonimo brano scritto nel ventesimo secolo.

## Tracce
CD-Maxi Universal 9816416 (UMG) [au] / EAN 0602498164167
1. Black Betty (Edit) - 3:28
2. Black Betty (Extended) - 4:16
3. The Dog - 1:34
4. In This City (Demo) - 1:26

### Classifiche
| Classifica (2004)          | Posizione più alta |
| -------------------------- | ------------------ |
| Australia                  | 1                  |
| Billboard Main Stream Rock | 32                 |